# NGC 4165
NGC 4165 é uma galáxia espiral barrada (SBa) localizada na direcção da constelação de Virgo. Possui uma declinação de +13° 14' 46" e uma ascensão recta de 12 horas, 12 minutos e 11,8 segundos.
A galáxia NGC 4165 foi descoberta em 8 de Abril de 1864 por Heinrich Louis d'Arrest.